# Czterolistna koniczyna

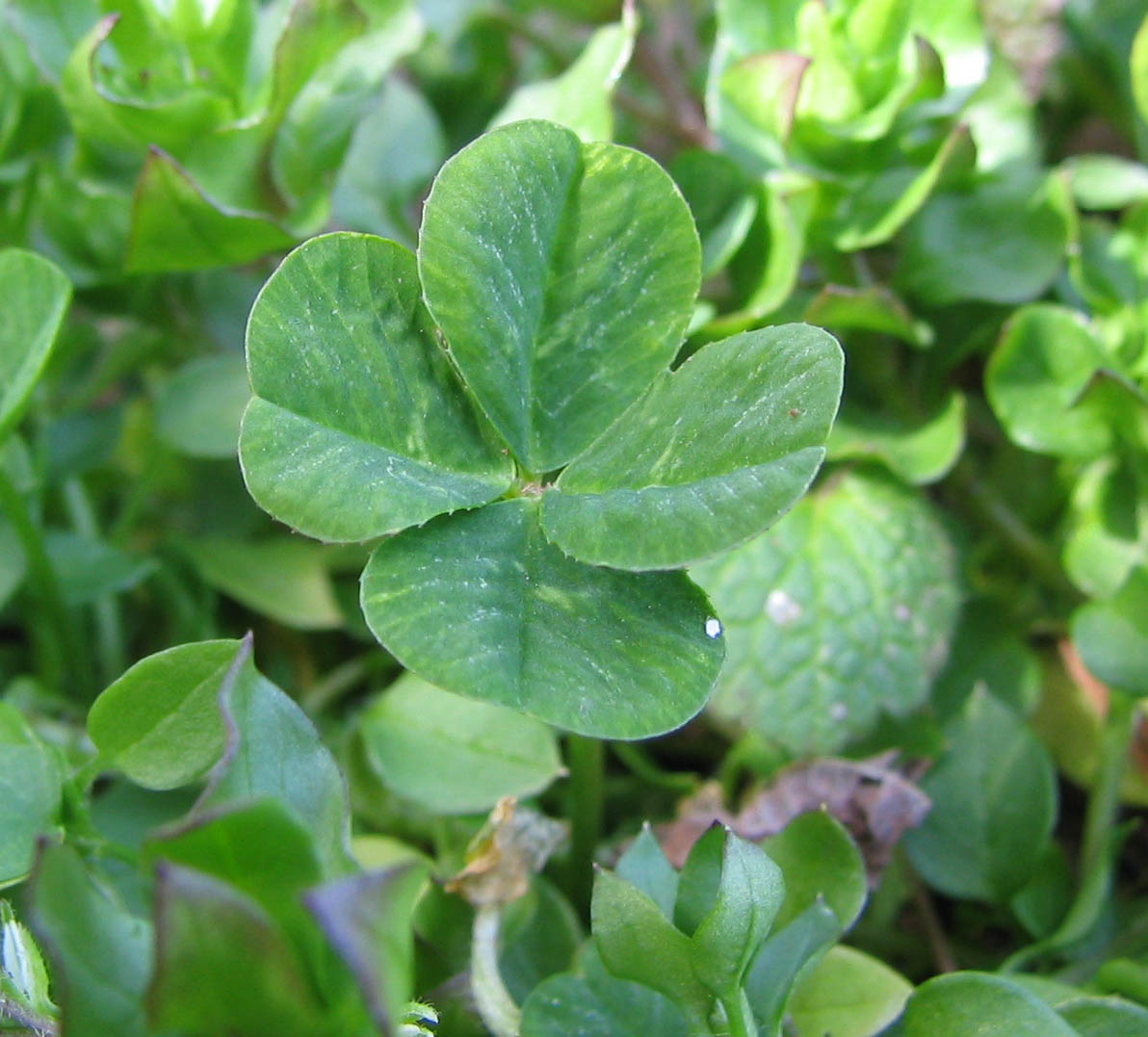
Czterolistna koniczyna

Czterolistna koniczyna – dość rzadko występująca mutacja pospolitej koniczyny, najczęściej koniczyny białej (Trifolium repens L.), posiadająca cztery listki zamiast zwykle występujących trzech. W cywilizacji zachodniej uważana jest za przynoszący szczęście przedmiot, często szukają jej dzieci, a jej znalezienie to według przesądu dobry znak. 
Osoby szukające czterolistnej koniczyny twierdzą, że w niektórych miejscach jest większe prawdopodobieństwo znalezienia czterolistnych okazów, co może być spowodowane różnicami w warunkach wzrostu, np. stopnia zanieczyszczenia i odmiennego składu gleby oraz innych czynników środowiskowych. Według Księgi rekordów Guinnessa znaleziona koniczyna o największej liczbie listków liczyła ich 63. Szacuje się, że na około 10000 trójlistnych koniczynek przypada jedna czterolistna.
Według tradycji każdy listek koniczyny coś symbolizuje. Pierwszy oznacza nadzieję, drugi wiarę, trzeci miłość, a czwarty szczęście.
Pozostaje wciąż kwestią dyskusyjną, czy czterolistna koniczyna jest wynikiem czynników genetycznych, czy środowiskowych. Rzadkość jej występowania może sugerować gen recesywny jako przyczynę. Czterolistność koniczyny może być również spowodowana mutacją somatyczną lub błędem rozwojowym z przyczyn środowiskowych. Może być również wywołana przez interakcję kilku genów w konkretnej roślinie. Jest również prawdopodobne, że każde z tych wyjaśnień może być zgodne z prawdą, w zależności od indywidualnego przypadku.

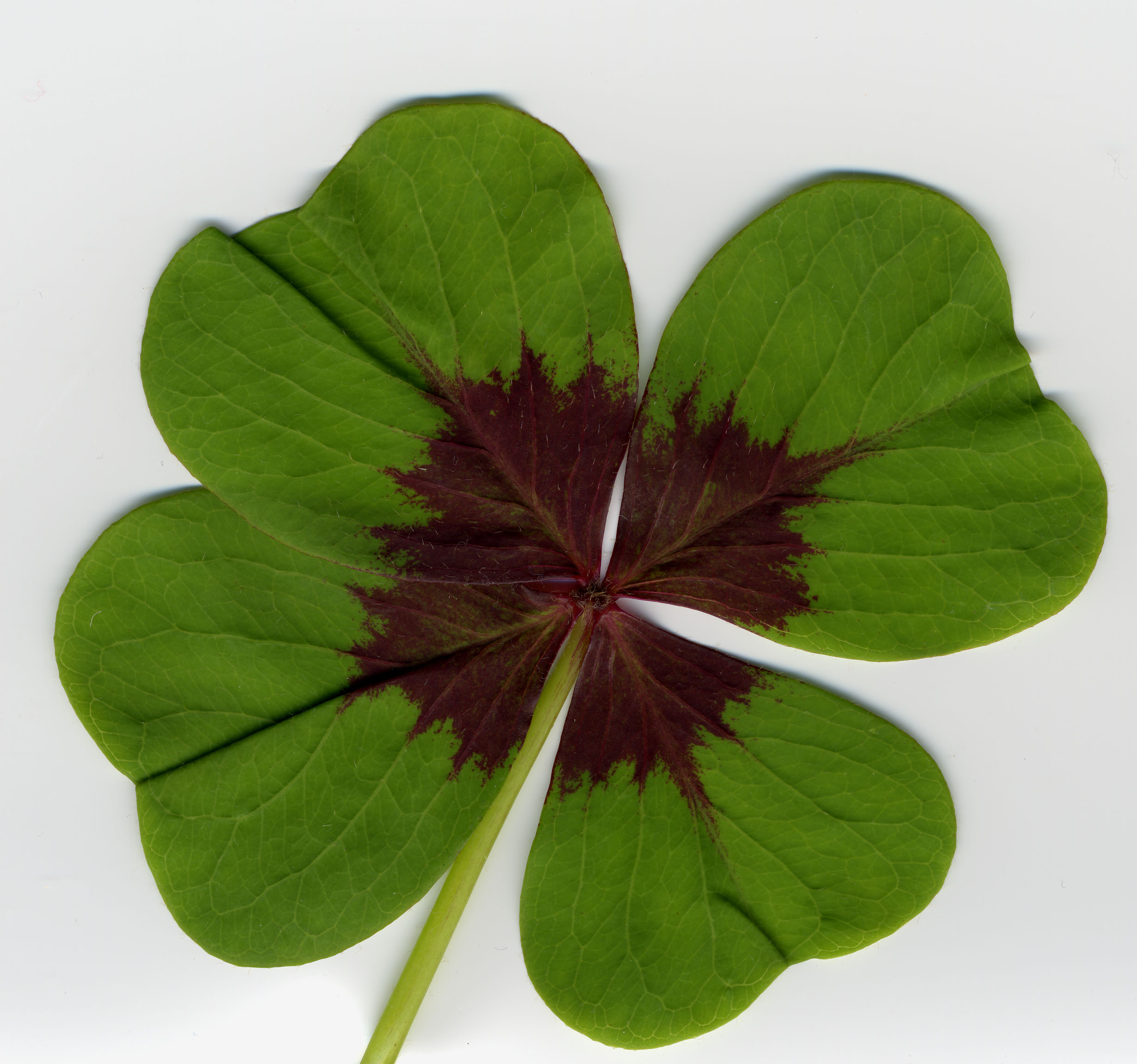
Liść szczawika Deppego podobny do czterolistnej koniczyny.

Różne gatunki z rodzaju szczawik (Oxalis) bywają mylone z czterolistną koniczyną ze względu na podobieństwo liści.